# Varacosa gosiuta
Varacosa gosiuta is een spinnensoort in de taxonomische indeling van de wolfspinnen (Lycosidae).
Het dier behoort tot het geslacht Varacosa. De wetenschappelijke naam van de soort werd voor het eerst geldig gepubliceerd in 1908 door Ralph Vary Chamberlin.